# Уондсуэртский мост
Уондсуэртский мост — мост, пересекающий реку Темзу в западной части Лондона. Он соединяет собой дорогу A217 между областями Баттерси, недалеко от железнодорожной станции Уондсуэрт, в лондонском боро Уондсуэрт на юге реки и области Сэндс-Эн и Парсонс-Грин в лондонском боро Хаммерсмит и Фулем на её северной стороне.

## История
Первым мостом на этом месте был платный мост, построенный Жулианом Толме в 1873 году, — в ожидании, что западная конечная остановка железной дороги Хаммерсмит-энд-Сити в скором времени будет построена на северном берегу Темзы, что приведёт к резкому увеличению числа людей, желающих пересечь реку в этой точке. Железнодорожный вокзал, однако, не был построен, и проблемы с дренажем на подъездной дороге сделали доступ к мосту трудным для транспорта. Уондсуэртский мост был коммерчески неудачным проектом, и в 1880 году он был принят в государственную собственность и стал бесплатным. Мост, построенный Толме, был узким и слишком слабым, чтобы выдерживать вес автобусов, поэтому в 1926 году Королевская комиссия рекомендовала построить на его месте новый мост.
В 1937 году мост Толме был снесён. Современный мост, консольный и без какого-либо декора, был спроектирован сэром Пирсоном Фрэнком и открыт в 1940 году. На момент своего открытия он был окрашен в «унылый» оттенок синего цвета в целях камуфляжа против воздушных налётов, и считался «самым скучным мостом Лондона», пока в 2025 году не установили новое современное наружное освещение конструкции.

## Технические характеристики
Уондсуэртский мост изготовлен из стали, трехпролетный. Длина моста — 200 метров, ширина — 18 метров.
Один из самых загруженных мостов в Лондоне с ежедневным траффиком 50000 автомобилей.